# Четвертков, Игорь Дмитриевич
Четвертков, Игорь Дмитриевич (род. в 1956 году в Москве) — российский живописец, график, сценограф.

## Биография
Детство прошло в Москве. В 1977 году окончил театральное отделение Училища памяти 1905 года, курс  С. Б. Бенедиктова. С первого курса посещал мастерскую А. Г. Тышлера.
С 1987 — член Московского Союза Художников. С 1991 — член Союза Театральных Деятелей России.

## Творчество
Поставлено свыше 50 спектаклей, среди них:
- 1978 — «Мэри Поппинс» — Горьковский ТЮЗ
- 1978 — «Дон Сезар де Базан» — Дзержинский театр
- 1980 — «Bon Jour, Edith Piaf!» Владимирский облдрамтеатр
- 1980 — «Молодая хозяйка Нискавуори» — Кировский облдрамтеатр
- 1980 — «Эти любящие женщины…» — Кировский облдрамтеатр
- 1980 — «Коварство и любовь» — Кировский облдрамтеатр
- 1980 — «Конек-горбунок» — Кировский облдрамтеатр
- 1981 — «Экзерсис» и «Метаморфозы» — Киевский театр пантомимы «Мимикричи»
- 1981 — «Возмездие» — Киевский театр пантомимы «Мимикричи»
- 1981 — «Дебюро» — Киевский театр пантомимы «Мимикричи»
- 1982 — «Аленький цветочек» — Башкирский театр кукол, г. Уфа
- 1984 — «Дорогая Памела» — Ярославский драмтеатр им. Ф. Волкова
- 1985 — «Скупой» — Облдрамтеатр, г. Сыктывкар
- 1985 — «Алеша» — Свердловский ТЮЗ
- 1986 — «Вся Надежда» — Читинский облдрамтеатр
- 1987 — «Не играйте с Архангелами!» — Орловский облдрамтеатр
- 1987 — «Уроки музыки» — Горьковский облдрамтеатр
- 1987 — «Парад планет» — Русский театр, г. Уфа
- 1987 — «А по утру они проснулись…» — Читинский облдрамтеатр
- 1987 — «Сокровище Бразилии» — Читинский облдрамтеатр
- 1988 — «Свадебный сезон» — Читинский облдрамтеатр
- 1988 — «Женский стол в охотничьем зале» — Читинский облдрамтеатр
- 1989 — «И был день…» — Читинский облдрамтеатр
- 1989 — «Слепящая тьма» — Тверской ТЮЗ
- 1989 — «Генералы в юбках» — Львовский Театр Армии
- 1989 — «Метеор» — Горьковский облдрамтеатр
- 1991 — «Риголетто» — Пермский театр Оперы и Балета
- 1994 — «Левша» — Владимирский театр кукол
- 1998 — «Таис сияющая» — Московский театр Луны
- 2016 — "Женитьба" — Казанский академический русский большой драматический театр им. В.И. Качалова

Участвовал в 100 выставках в России и за рубежом, среди них:
- 1979 — Всесоюзная выставка художников Театра и Кино. Москва.
- 1982 — Всесоюзная выставка «Молодость страны». Манеж, Москва.
- 1983 — Международная выставка сценографии «Пражская Квадриеннале».
- 1986 — Персональная выставка в Союзе художников СССР. Москва.
- 1987 — Всесоюзная выставка художников Театра и Кино. ЦДХ. Москва.
- 1989 — Европейская выставка «Наш Чехов» (Рим, Милан, Париж, Амстердам, Берлин).
- 1990 — Выставка «Русское золото» (Лос-Анджелес, Анкоридж).
- 1991 — Персональная выставка в «Art Gallery» в Кремле. Москва.
- 1993 — Персональная выставка в ЦДХ. Москва.
- 1993 — Персональная выставка в историко-археологическом музее. Херсонес.
- 1993 — Персональная выставка в художественном музее Севастополя.
- 1994 — Персональная выставка в Союзе художников в Вологде.
- 1994 — Персональная выставка в ЦДХ. Москва.
- 1994 — Персональная выставка во Дворце Искусств в Санкт-Петербурге.
- 1994 — Персональная выставка в Театре комедии в Санкт-Петербурге.
- 1995 — Персональная выставка в галерее «Рос-Арт» в Санкт-Петербурге.
- 1995 — Персональная выставка на Российском Телевидении (ВГТРК). Москва.
- 1996 — Персональная выставка в ЦДХ. Москва.
- 1996 — Выставка в «Русской галерее» в Женеве.
- 1996 — Участие в выставке «Арт-Манеж-96». Москва.
- 1997 — Персональная выставка в ЦДХ. Москва.
- 1997 — Персональная выставка в РАО ГАЗПРОМе. Москва.
- 1997 — Международная выставка-ярмарка «Человек-97» во Дворце Молодежи. Москва.
- 1997 — Персональная выставка в Доме Дружбы (Дом Европы). Москва.
- 1997 — Участие в выставке «Арт-Манеж-97». Москва.
- 1998 — Участие в выставке «ЦДХ-98». Москва.
- 1998 — Участие в выставке «Московский Арт-Салон-98». ЦДХ. Москва.
- 1998 — Персональная выставка в Театре Луны. Москва.
- 1998 — Персональная выставка в Геликон-Опере. Москва.
- 1998 — Персональная экспозиция на выставке «Арт-Манеж-98». Москва.
- 1999 — Персональная экспозиция на выставке «ЦДХ-99». Москва.
- 1999 — Всероссийская художественная выставка. Манеж. Москва.
- 1999 — Персональная выставка в Культурном Центре МИДа. Москва.
- 1999 — Персональная выставка в Российском Культурном Центре. Никосия. Кипр.
- 2000 — Международная выставка «Солнечный квадрат». ЦДХ. Москва.
- 2000 — Персональная выставка в Дипломатической Академии МИД РФ. Москва.
- 2000 — Персональная выставка в ЦДХ. Москва.
- 2000 — Персональная выставка в Государственной Думе. Москва.
- 2000 — «Эллада».Персональная выставка в Российском Культурном Центре. Вашингтон. США.
- 2000 — Персональная выставка в Постоянном Представительстве России при ООН. Нью-Йорк.
- 2000 — Аукцион. Отель «Pierre». Нью-Йорк. США.
- 2000 — «Время Мифологии». Персональная выставка в InterArt Gallery, Huntington, NY, USA.
- 2001 — «Киприада». Персональная выставка в Российском Культурном Центре. Никосия. Кипр.
- 2001 — Персональная выставка. Astoria. New York. USA.
- 2001 — Международный фестиваль подводных изображений. Антиб. Франция.
- 2002 — «Акрополь». Выставка в Музее Архитектуры. Москва.
- 2002 — Персональная экспозиция на выставке «Арт-Манеж-2002». Москва.
- 2003 — Персональная выставка в Культурном Центре МИДа. Москва.
- 2003 — Персональная экспозиция на выставке «MITF-2003» в Гостинном Дворе. Москва.
- 2003 — Персональная выставка в Российском Культурном Центре. Брюссель. Бельгия.
- 2003 — Персональная выставка в Российском Культурном Центре. Люксембург.
- 2003 — Участие в выставке «Арт-Манеж-2003». Москва.
- 2004 — Персональная выставка в Российском Культурном Центре. Никосия. Кипр.
- 2004 — Персональная выставка в корпорации «PALL». Москва.
- 2004 — Персональная выставка в галерее «Diachroniki». Никосия. Кипр.
- 2005 — Персональная выставка в Союзе Театральных Деятелей. Москва.
- 2006 — Персональная выставка в Российском Культурном Центре. Валлетта. Мальта.
- 2006 — Выставка «Русское искусство». Отель «Coral Beach». Пафос. Кипр.
- 2006 — Персональная экспозиция на выставке «Арт-Манеж-2006». Москва.
- 2007 — Персональная выставка в посольстве России. Лондон. Великобритания.
- 2008 — Персональная выставка в посольстве России. Лондон. Великобритания.
- 2008 — Персональная выставка в Pushkin House. Лондон. Великобритания.
- 2008 — Выставка в «Alla Bulyanskaya Gallery». Лондон. Великобритания.
- 2009 — Выставка в галерее «Колорит. Москва.
- 2010 — Персональная выставка на Кузнецком Мосту, 20. Москва.
- 2011 — Персональная выставка в Мэрии города Москвы
- 2011 — Выставка художников театра и кино на Кузнецком Мосту, 11. Москва
- 2012 — Юбилейная выставка к 80-и летию МСХ. ЦДХ. Москва
- 2013 — Выставка художников театра и кино на Кузнецком Мосту, 11. Москва
- 2013 — Персональная выставка в Союзе Театральных Деятелей. Москва
- 2015 — "Посвящение". Персональная выставка в Театральном салоне на Тверском бульваре. Москва
- 2015 — Выставка художников театра и кино на Кузнецком Мосту, 11. Москва
- 2016 — Международная выставка "Dive Show 2016". Москва
- 2017 Выставка художников театра "Итоги сезона". Бахрушинский музей. Москва
- 2017 Выставка художников театра "Итоги сезона". Бахрушинский музей. Москва
- 2017 Выставка художников театра и кино на Кузнецком Мосту, 11. Москва
- 2018 Выставка художников театра "Итоги сезона". Бахрушинский музей. Москва
- 2019 Выставка учеников Т.И. Сельвинской. Абрамцево. Московская обл.
- 2019 Выставка художников театра и кино на Кузнецком Мосту, 11. Москва
- 2020 Персональная выставка "Античный цикл Игоря Четверткова". Художественный музей. Сочи
- 2021 Выставка Творческого Союза Художников России "Арслонга-21". Геологический музей. Москва
- 2021 Виртуальная выставка ТСХР "Город и человек". Москва
- 2022 Выставка ТСХР "Город и человек". Москвовский дом национальностей. Москва
- 2022 Выставка Творческого Союза Художников России "Арслонга-22". Геологический музей. Москва
- 2022 Выставка художников театра и кино на Кузнецком Мосту, 11. Москва
- 2023 Выставка Творческого Союза Художников России "Арслонга-23". Геологический музей. Москва
- 2023 Выставка художников театра "Итоги сезона". Кузнецкий Мост, 11. Москва
- 2023 Выставка художников театра "НЕТЕАТР". Музей декоративно-прикладного искусства. Москва
- 2024 Персональная экспозиция на "Moscow Dive Show 2024". Гостиный двор

Работы находятся в Центральном театральном музее им. Бахрушина, Музее детских театров в Москве, Театральной библиотеке в Санкт-Петербурге,
Художественном музее в Севастополе, Картинной галерее в Вологде, в частных коллекциях в Москве, С-Петербурге, Киеве, Вологде, Севастополе, Магадане, Владимире, а также в Финляндии, Германии, Франции, Швейцарии, Италии, Греции, на Кипре, в Люксембурге, Англии, Японии, США.